# Guerra civile sasanide del 589-591
La guerra civile sasanide del 589-591 fu un conflitto scoppiato nel 589 a causa della grande insoddisfazione dei nobili verso il governo di Ormisda IV. Le schermaglie si trascinarono fino al 591, terminando con il rovesciamento dell'usurpatore mehranide Bahram Chobin e la restaurazione della famiglia sasanide nel ruolo di autorità regnante in Persia.
La causa della guerra civile va individuata nel rigido trattamento dello scià Ormisda IV riservato all'aristocrazia e al clero, da lui malviste e ritenute inaffidabili per via della grande ingerenza nelle politiche della corona nel passato. Alla lunga, questa politica innescò una grossa ribellione capeggiata da Bahram Chobin, mentre i due fratelli della nobile famiglia degli Ispahbudhan Vistahm e Vinduyih misero in atto un golpe contro di lui, provocando l'accecamento e, più tardi, la morte di Ormisda IV. Suo figlio, Cosroe II, ricevette in seguito la corona e salì alla massima carica.
Tuttavia, questo evento non arrestò l'insurrezione di Bahram Chobin, il quale dichiarò pubblicamente di voler ripristinare il governo partico nell'odierno Iran. Cosroe II fu infine costretto a fuggire nel territorio bizantino, dove strinse un'alleanza con l'imperatore Maurizio in funzione contraria a Bahram Chobin. Nel 591, Cosroe II e i suoi alleati romei invasero quanto conquistato da Bahram Chobin in Mesopotamia, riuscendo a batterlo con successo e a far sì che Cosroe II tornasse al trono. Constatata la situazione, Bahram Chobin decise di fuggire nel territorio in mano ai popoli turchi in Transoxiana, ma non molto tempo dopo fu assassinato o giustiziato su istigazione di Cosroe II.

## Contesto storico
Quando Cosroe I salì al trono sasanide nel 531, scelse di portare avanti una serie di riforme che erano state già avviate da suo padre e predecessore Kavad I. Questi provvedimenti erano perlopiù di carattere anti-aristocratico, poiché l'élite dell'impero sasanide aveva assunto un potere decisamente elevato e si era rivelata in più occasioni abbastanza risoluta da cospirare e assassinare diversi sovrani sasanidi. Cosroe riscontrò tutto sommato dei risultati positivi attuando questi provvedimenti e, dopo la sua morte nel 579, gli successe in veste di scià (sovrano) suo figlio Ormisda IV, che continuò la politica di suo padre, sia pur in maniera più rigida; per arginare le ambizioni della nobiltà, riprendendo le parole di Shapur Shahbazi, egli «fece ricorso alla durezza, a privazioni e a esecuzioni». Ormisda assunse sempre un atteggiamento ostile nei confronti dell'aristocrazia, da lui guardata con sospetto; anche per questa ragione, si schierò costantemente con le classi inferiori e la nobiltà terriera (dehqan).
Ormisda rifiutò inoltre di adempiere alle richieste del clero zoroastriano di perseguitare i cristiani. Il suo rapporto con il mondo zoroastriano si aggravò quando ordinò l'uccisione di molti religiosi, incluso lo stesso sommo sacerdote (mowbed). Inoltre, lo scià ridusse notevolmente il pagamento dei soldati del 10% e si accanì verso molte delle vittime che erano state figure illustri sotto il padre di Ormisda, tra cui il famoso ministro di quest'ultimo (wuzurg framadar) Bozorgmehr, il comandante militare (spahbed) della regione di confine del Khwarasan Chihr-Burzen e altri vari funzionari. Ormisda uccise inoltre un membro dell'influente famiglia del casato di Ispahbudhan, cosa che già Cosroe I aveva fatto all'inizio degli anni 630. Secondo lo storico medievale persiano Ṭabarī, il sovrano ordinò la morte di 13 600 persone tra nobili e membri religiosi.

## La guerra

### Ribellione di Bahram Chobin
Nel 588, il khagan turco Bagha Qaghan (noto come Sabeh/Saba nelle fonti persiane), insieme ai suoi sudditi Eftaliti, invade i territori sasanidi a sud del fiume Oxus scatenando la prima guerra persiano-turca; gli aggressori misero in rotta i soldati sasanidi di stanza a Balkh, procedendo poi alla conquista delle città di Talaqan, di Badghis e di Herat. Durante un consiglio di guerra, Bahram Chobin fu scelto per guidare un esercito contro di loro e ricevette il governo del Khorasan per gestire meglio le operazioni. L'esercito di Bahram vantava presumibilmente 12 000 cavalieri esperti e ben addestrati. Il suo esercito tese un'imboscata a un grande esercito di combattenti turchi ed eftaliti nell'aprile 588 in Ircania, e di nuovo nel 589, riconquistando Balkh, dove Bahram conquistò il tesoro turco e il trono d'oro del khagan. Scelse quindi di attraversare l'Oxus e ottenne così una vittoria decisiva sulle truppe turche, uccidendo personalmente Bagha Qaghan dopo aver scagliato una freccia. Riuscì a raggiungere Baykand, vicino a Bukhara, e anche a contenere un attacco del figlio del defunto Khagan, Birmudha, che Bahram aveva catturato e mandato nella capitale sasanide di Ctesifonte. Birmudha fu ben accolto lì da Ormisda IV, che quaranta giorni dopo lo rimandò da Bahram con l'ordine di scacciare il principe turco in Transoxiana. I sasanidi riuscirono così a ripristinare la sovranità sulle città della Sogdiana di Chach e Samarcanda, dove Ormisda disponeva di proprie zecche.
Dopo la grande vittoria di Bahram contro i nemici turchi, fu inviato nel Caucaso per respingere un'invasione di nomadi, forse i Cazari, riuscendo anche in questo caso a prevalere. In seguito venne nominato comandante delle forze sasanide contro i Bizantini ancora una volta e sconfisse con successo un'armata ostile situata in Georgia. Tuttavia, in seguito subì una sconfitta dalla portata minore per mano dei romei sulle rive del Aras. Ormisda, che era geloso della reputazione che Bahram si stava guadagnando, sfruttò questa sconfitta come pretesto per rimuoverlo dal suo incarico e umiliarlo pubblicamente.

### Golpe e marcia verso la capitale di Bahram Chobin

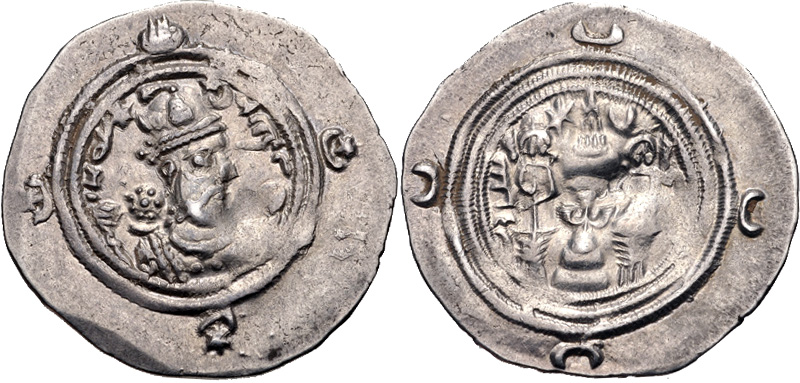
Moneta di Cosroe II emessa nel 590

Secondo una fonte medievale, Bahram si attirò anche le gelosie di alcuni nobili sasanidi dopo la sua vittoria contro i turchi. Fu questo il caso del ministro di Ormisda Azen Gushnasp, che lo accusò di aver trattenuto per sé la fetta migliore del bottino e di aver inviato solo una piccola parte al sovrano sasanide.
Bahram, infuriato per le azioni di Ormizda, rispose ribellandosi e, grazie al suo status nobile e alla sua grande conoscenza militare, si unì ai suoi soldati e molti altri. Infuriato per quanto accaduto, Bahram, che si trovava ancora a oriente quando venne a conoscenza della sua destituzione, si ribellò apertamente a Ormisda, innescando la guerra civile del 689-691. Grazie al suo rango elitario e alle sue grandi capacità belliche, i soldati del generale Bahram e molti altri si unirono alla ribellione che aveva scatenato, inaugurando così la guerra civile sasanide del 589-591. Bahram nominò quindi un nuovo governatore per il Khorasan, raggiungendo in seguito Ctesifonte. La legittimità della dinastia dei Sasanidi nasceva dalla concezione che il diritto a regnare (xwarrah) spettasse al primo scià sasanide Ardashir I (r. 224-242), fautore della conquista dell'impero partico e della destituzione degli Arsacidi, e ai suoi discendenti. Questa secolare convinzione, tuttavia, fu messa in dubbio da Bahram, con il risultato che si trattò nella prima volta nella storia sasanide che un discendente dei Parti sfidasse la legittimità della famiglia sasanide ribellandosi.
Egli iniziò a diffondere delle voci basate su un estratto del libro sacro zoroastriano Bundahishn il quale lasciava intendere che, entro la fine del millennio di Zoroastro, «dalle frontiere del Kavulistan verrà un uomo, il quale porterà la gloria, anch'egli della famiglia reale, che chiameranno Kay Bahram; e tutti gli uomini torneranno con lui, ed egli regnerà persino sull'India, su Roma e sul Turkistan, su tutte le frontiere». In effetti, i sasanidi avevano erroneamente associato l'epoca di Zoroastro a quella dei Seleucidi (312 a.C.), circostanza che collocava Bahram nella sequenza temporale giusta per ritenersi quasi alla fine del millennio di Zoroastro; egli fu quindi salutato da molti come il Kay promesso salvatore Bahram Varjavand. Un verso dello Shāh-Nāmeh sembra indicare che Bahram Bahram si proclamò una personificazione del fuoco del dio del sole Mitra e che giurò di voler ripristinare la religione e le tradizioni dei suoi antenati, gli Arsacidi.
Ormisda spedì alcuni soldati guidati da Sarame il Vecchio per arginare i tumulti causati da Bahram. Tuttavia, fu battuto da quest'ultimo, che lo fece calpestare a morte da un elefante. Il percorso intrapreso da Bahram passò presumibilmente per il confine settentrionale dell'altopiano iranico, dove nel 590 aveva respinto un attacco finanziato dai bizantini e compiuto dagli iberici e da altri popoli ad Adurbadagan (al confine tra l'Azerbaigian e l'Iran), subendo una lieve battuta d'arresto per mano di un contingente romeo impiegato in Transcaucasia. Più tardi marciò verso sud, in Media, dove i monarchi sasanidi, incluso Ormisda, risiedevano normalmente durante l'estate. Il sovrano partì alla volta del Grande Zab, speranzoso di troncare le comunicazioni tra Ctesifonte e i soldati persiani al confine bizantino. In quel periodo, i soldati di stanza presso le porte di Nisibis, il principale presidio della Mesopotamia settentrionale, rinnegarono Ormisda e giurarono fedeltà a Bahram quando raggiunse la città.

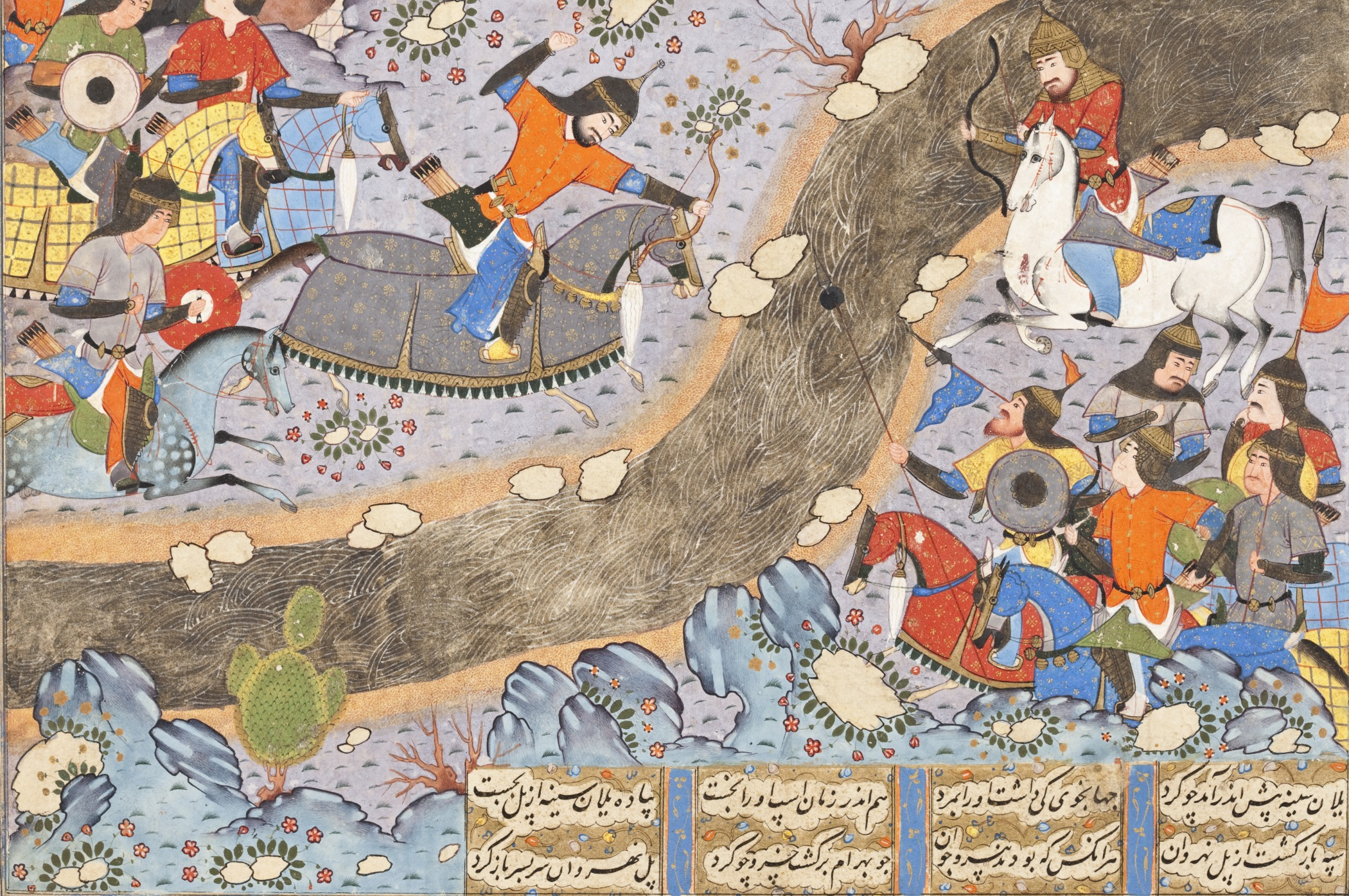
Bahram Chobin combatte i lealisti sasanidi vicino a Ctesifonte

L'influenza e la popolarità di Bahram continuarono a crescere: le forze lealiste sasanidi inviate a nord contro gli insorti a Nisibis furono tempestate dalla propaganda ribelle. Alla fine, sedotti dalle suadenti parole della controparte, anche le forze lealiste cambiarono schieramento e uccisero il loro comandante Cubriadane, rendendo estremamente vacillante la posizione di Ormisda. Il sovrano spedì quindi un inviato con la speranza di placare Bahram, cominciando al contempo ad allestire i preparativi necessari per portare via il tesoro reale, distruggere il ponte sul Tigri e crearsi una via di fuga affinché potesse raggiungere Al-Hira, la capitale dei Lakhmidi. Un nuovo contingente sasanide giunse sotto il generale Farrukhan al fine di incontrare Bahram. Poco prima della partenza dell'esercito, Ormisda aveva approvato una richiesta che gli aveva proposto Farrukhan. Questi aveva chiesto al re il rilascio di un prigioniero aristocratico di nome Zadspram, che considerava una figura importante nella sua lotta contro Bahram. Gli schieramenti guidati da Farrukhan e Bahram si affrontarono nei pressi del Grande Zab, malgrado nessuno dei due attaccò per timore di non riuscire ad attraversare il fiume. Farrukhan forse sperava che le truppe di Bahram avrebbero abbandonato quest'ultimo; al contrario, fu lui a venire tradito dall'aristocratico Zadspram e poi da alcuni dei suoi ufficiali, che infine lo uccisero.
Constatata la situazione sempre più problematica, Ormisda cercò di venire a patti con i suoi cognati Vistahm e Vinduyih, «che odiavano il sovrano allo stesso modo». Il monarca dovette in breve tempo scegliere se imprigionare o meno Vinduyih, cosa che fece, mentre Vistahm riuscì a fuggire dalla corte. Dopo qualche giorno, a Ctesifonte si verificò un colpo di stato a palazzo sotto i due fratelli, il quale terminò con l'accecamento di Ormisda e l'ascesa del figlio maggiore di quest'ultimo Cosroe II (che era loro nipote per parte di madre). I due fratelli in breve tempo fecero uccidere Ormisda. Ciò non fermò Bahram, il quale continuò la sua marcia verso Ctesifonte, stavolta spinto dal pretesto di vendicare il sovrano assassinato.
Cosroe, intimorito e indeciso su quale atteggiamento assumere, scelse di scrivere un messaggio a Bahram che potesse evitare la prosecuzione di ulteriori lotte, rimarcando la sua legittima pretesa alla regalità sasanide. Bahram, tuttavia, ignorò l'avvertimento e, qualche giorni dopo, raggiunse il canale di Nahrawan, vicino a Ctesifonte, dove combatté gli uomini di Cosroe, che erano in forte inferiorità numerica; tuttavia, essi riuscirono a impegnare Bahram in diversi scontri. Alla fine, gli uomini di Cosroe iniziarono a constatare un calo del morale e la sconfitta contro Bahram si profilò inevitabilmente all'orizzonte. Il sovrano, insieme ai suoi due zii, alle sue mogli e a un seguito di 30 nobili, fuggì in tutta fretta in territorio bizantino, mentre Ctesifonte aprì le porte a Bahram. Il generale si dichiarò re di re nell'estate del 590, ribadendo il concetto secondo cui il primo re sasanide Ardashir I aveva usurpato il trono arsacide, ragion per cui era necessario sanare il torto.

### Fuga di Cosroe a ovest e ritorno al potere

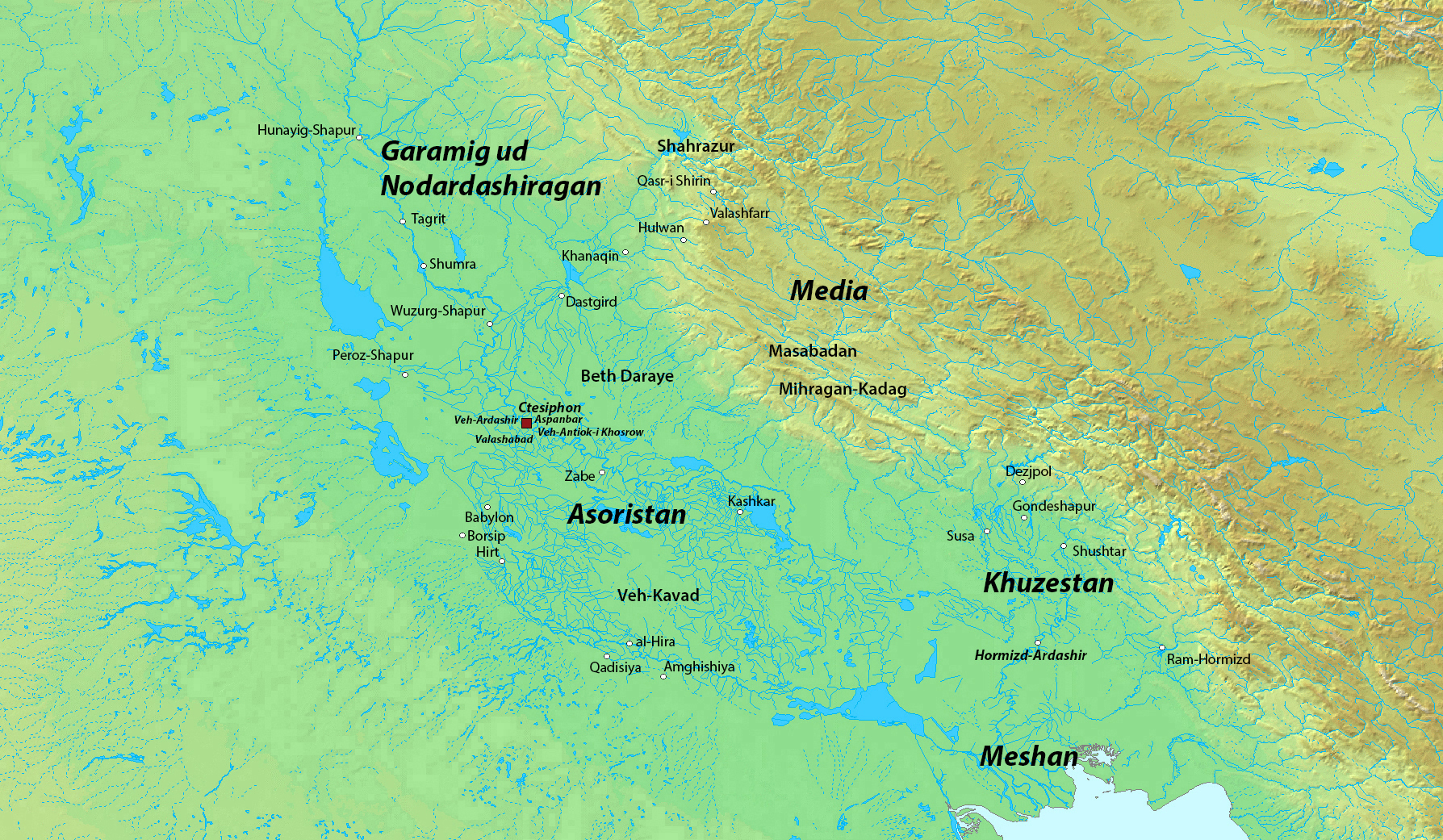
Mappa della Mesopotamia sasanide e dei dintorni

Nella speranza di attirare l'attenzione dell'imperatore bizantino Maurizio (r. 582-602), Cosroe II si recò in Siria e riferì alla città di Martiropoli occupata dai sasanidi di non continuare a combattere i romei, malgrado il suo appello rimase inevaso. Pertanto, provò a rivolgersi direttamente a Maurizio e a pregare il suo aiuto per riconquistare il trono sasanide, richiesta che trovò l'imperatore bizantino d'accordo; in cambio, Costantinopoli avrebbe riottenuto la sovranità sulle città di Amida, Carre, Dara e Martiropoli. Inoltre, l'odierno Iran avrebbe dovuto smettere di intervenire negli affari politici dell'Iberia e dell'Armenia, cedendo di fatto il controllo della Lazica a Maurizio.
Non avendo altra scelta, Cosroe accettò le vessatorie condizioni chieste dagli occidentali e, nel 591, si trasferì a Costantina e si preparò a invadere i territori di Bahram in Mesopotamia; al contempo Vistahm e Vinduyih stavano radunando un esercito in Adurbadagan sotto la guida del comandante bizantino Giovanni Mystacon, intento a sua volta ad allestire i preparativi necessari in Armenia. Dopo qualche tempo, Cosroe, insieme al comandante bizantino del sud, Comenziolo, invase la Mesopotamia. Durante quest'avanzata, Nisibi e Martiropoli presero presto le loro parti, con il comandante di Bahram Zatsparham che fu sconfitto e ucciso. Uno degli altri comandanti di Bahram, Brizacio, fu catturato a Mosul e gli furono mozzati naso e orecchie, dopodiché fu mandato al cospetto di Cosroe, il quale lo uccise. Cosroe II e il generale bizantino Narsete penetrarono quindi più in profondità nel territorio di Bahram, conquistando Dara e poi Mardin a febbraio, dove Cosroe venne proclamato una seconda volta re. Poco dopo, Cosroe inviò uno dei suoi sostenitori attivi in Iran, Mahbodh, a espugnare Ctesifonte, cosa che riuscì a realizzare.
Allo stesso tempo, una forza composta da 8 000 persiani sotto Vistahm e Vinduyih e 12 000 armeni sotto Mushegh II Mamicone invasero l'Adurbadagan. Ormai in una posizione di svantaggio, Bahram cercò di corrompere Mushegh II promettendo agli armeni che avrebbero assunto un ruolo di spessore nel nuovo impero persiano governato da una famiglia dinastica dei Parti se avesse accettato la sua proposta di tradire Cosroe II. Mushegh, tuttavia, decise di declinare l'offerta.

## Conseguenze

Mappa della frontiera romano-sasanide durante la tarda antichità, compreso il confine del 591 tra i due imperi

Una delle prime conseguenze del conflitto riguardò l'intesa di pace raggiunta con Costantinopoli. Maurizio, in virtù del suo appoggio, ricevette gran parte dell'Armenia persiana e della Georgia occidentale, ottenendo altresì l'abolizione del tributo che in precedenza veniva pagato ai sasanidi. Questo segnò l'inizio di una parentesi pacifica tra i due imperi, la quale durò fino al 602, ovvero quando Cosroe decise di dichiarare guerra a Costantinopoli dopo l'assassinio di Maurizio da parte dell'usurpatore Foca.